# Sortir de la pauvreté
 (mars 2019).
Sortir de la pauvreté est un recueil de 29 articles et discours écrits par Xi Jinping entre septembre 1988 et mai 1990, sur l’éradication de la pauvreté dans l’est de la province du Fujian, au sud-est de la Chine.

## Contexte
Le niveau des inégalités sociales, mesuré par le coefficient de Gini, augmente en Chine après 2008 jusqu'à devenir comparable au niveau d'inégalités des États-Unis.
La pauvreté concerne particulièrement, selon Le Monde, « les 56 minorités ethniques qui vivent dans des régions reculées, comme le Yunnan, et n’ont accès, selon la définition chinoise de la pauvreté, ni à l’éducation, ni à la santé, ne disposent pas d’un logement décent et ont à peine de quoi se nourrir et s’habiller ».

## Résumé
Xi Jinping a proposé ce programme lors de sa tournée d’inspection dans l’ouest du Hunan en novembre 2013.
Selon le Bureau chargé de la réduction de la pauvreté et du développement relevant du Conseil des Affaires d’État, la Chine a sorti 68,53 millions de personnes de la pauvreté de 2012 à 2017. La Chine indique souhaiter éliminer la pauvreté absolue d'ici 2020.

## Accueil critique
L'ouvrage est perçu comme une « curieuse publication », mélange de soft power et de culte de la personnalité par Le Nouvel Économiste.
Pour Frédéric Lemaître du quotidien Le Monde, le programme de lutte contre la pauvreté est surtout l'occasion d'un rappel à la direction unique du parti communiste et d'une mise en valeur de Xi Jinping et de ses réformes, face aux autres nations : « le Parti communiste chinois n’a non seulement aucune leçon à recevoir de la part des Occidentaux mais, au contraire, " apporte une contribution majeure au progrès de l’humanité" ».
L'ouvrage est soutenu par une campagne de promotion payante organisée par la télévision publique chinoise CGTN, notamment dans les pages du quotidien Le Figaro.